# Domenico Tosi
Domenico Tosi (Formigine, 16 maggio 1924 – Formigine, 22 gennaio 1979) è stato un calciatore italiano, di ruolo attaccante.

## Carriera
Giocò in Serie A con Modena e Alessandria.